# Казариль-Тамбурес
Казари́ль-Тамбуре́с (фр. Cazaril-Tambourès, окс. Casarilh e Tamborés) — коммуна во Франции, находится в регионе Юг — Пиренеи. Департамент — Верхняя Гаронна. Входит в состав кантона Монрежо. Округ коммуны — Сен-Годенс.
Код INSEE коммуны — 31130.

## География

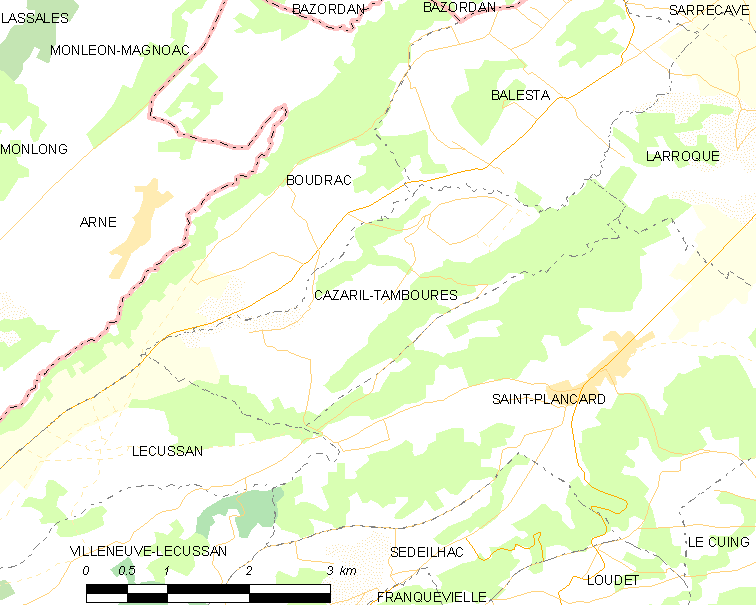
Карта коммуны

Коммуна расположена приблизительно в 650 км к югу от Парижа, в 90 км к юго-западу от Тулузы.

## Климат
Климат умеренно-океанический. Зима мягкая и снежная, весна характеризуется сильными дождями и грозами, лето сухое и жаркое, осень солнечная. Преобладают сильные юго-восточные и северо-западные ветры.

## Население
Население коммуны на 2010 год составляло 73 человека.
| 1962 | 1968 | 1975 | 1982 | 1990 | 1999 | 2010 |
| ---- | ---- | ---- | ---- | ---- | ---- | ---- |
| 130  | 130  | 98   | 114  | 104  | 99   | 73   |

## Администрация
| Период | Период | Фамилия      | Партия | Примечания |
| ------ | ------ | ------------ | ------ | ---------- |
| 1995   | 2014   | Анри Казобон |        |            |
| 2014   | 2020   | Жерар Лефран |        |            |

## Экономика
В 2010 году среди 44 человек трудоспособного возраста (15—64 лет) 30 были экономически активными, 14 — неактивными (показатель активности — 68,2 %, в 1999 году было 62,3 %). Из 30 активных жителей работали 28 человек (13 мужчин и 15 женщин), безработных было 2 (1 мужчина и 1 женщина). Среди 14 неактивных 2 человека были учениками или студентами, 7 — пенсионерами, 5 были неактивными по другим причинам.